# Brassaiopsis simplex
Brassaiopsis simplex är en araliaväxtart som först beskrevs av King, och fick sitt nu gällande namn av Benjamin Clemens Masterman Stone. Brassaiopsis simplex ingår i släktet Brassaiopsis och familjen Araliaceae. Inga underarter finns listade.